# 久松保夫
久松 保夫（ひさまつ やすお、本名：高橋寛、1919年6月6日 - 1982年6月15日）は、日本の俳優、声優、青二塾（東京校）初代塾長。最終所属は青二プロダクション。妻は舞踊家の花柳多美（元日劇ダンシングチーム、浜田多美子）。ダンサーの濱田昌子は妻の妹。

## 経歴
東京府東京市日本橋區久松町（現・東京都中央区日本橋久松町）出身（※芸名は出身地名に由来）。本籍は東京都中央区日本橋浜町二ノ四〇。
縫箔屋の四代目の江戸っ子として生まれ、中学時代の頃に両親に先立たれている。
東京府立第六中学校（現・東京都立新宿高等学校）弁論部を経て、青山学院（現・青山学院大学）神学部へ入学。日曜日には教会に出かけ、日曜学校に集まっていた幼い子供達に童話などを読み聞かせをしていた。同じ境遇の幼い子供ら世の荒波から守ろうと、牧師を志す。その頃、大日本帝国陸軍の大陸侵攻策は、満州事変から日中戦争へと、戦争拡大への道を歩みはじめており、平和を破壊する軍部の圧力に対し、声を大にして「否!」と叫べぬ宗教界の力のなさに失望して、演劇の虜になり、1938年9月に中退。
同年新築地劇団入団。ただし俳優ではなく経営部に籍を置き、劇団運営や客集めといった裏方として奔走する。舞台に上がるきっかけは、地方公演の同行でたまたま俳優が足りないゆえの頭合わせで、1939年『海援隊』で初舞台を踏む。この時の発声や役者向きの顔が評価されて帰京後、役者としての籍を同劇団内に得る。1940年8月、新築地劇団解散後は、劇団築地小劇場、日本移動演劇聯盟くろがね隊と移り、この間に南旺映画で1940年3月、千葉泰樹監督の『彦六なぐらる』にて映画初出演を果たす。
1942年8月、東京宝塚劇場（現・東宝）に技芸社員として入社。東宝劇団に籍を置き、菊田一夫の下で俳優としての才能を開花させる。特にセリフの早覚えと人並み以上の反射神経を生かしたアドリブ演技に秀でており、菊田自身久松の才能を高く評価しかわいがった他、作品の配役を久松自身に選ばせるなど恵まれた時を送った。後年、久松は「菊田先生の御恩は忘れられません」と語っている。

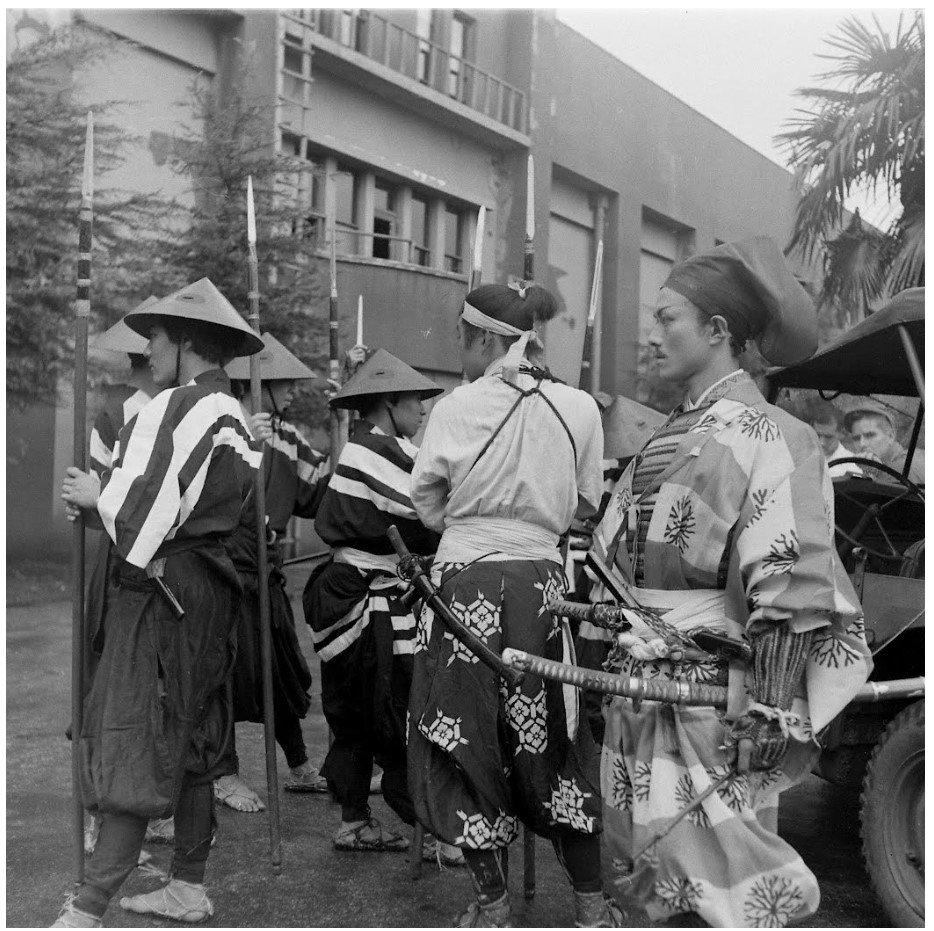
『虎の尾を踏む男達』撮影待機中
(1945年9月)

1949年3月、東宝劇団を退団しフリーとなる。1950年、トーキョーラジオグループ創立に参加。その後は現代ぷろだくしょん、プレーヤーズセンターに所属。
映画評論家で外国推理小説の権威でもあった双葉十三郎からの仕事で映画雑誌『スター』のグラビアを受け、これがきっかけで懇意になり、この結果1955年から始まったKRテレビ（現・TBSテレビ）の連続テレビドラマ『日真名氏飛び出す』で主人公・日真名氏役を得ることになる。双葉は東宝劇団時代の役作りに対する真摯な姿勢を菊田同様高く評価しており、双葉が原案者として参加していた『日真名氏飛び出す』の主役選定に当たって久松を主役に推薦、了承され演じることとなった。
『日真名氏飛び出す』は当時の視聴率調査で49.5%（関東地区）と高い反響を呼ぶ。
久松は無名に近い存在であったが一躍人気者となり、ドラマでのテレビスター第一号の称号を得る。この当時のエピソードとして「チンピラ達が集まってケンカをしている処をたまたま覗きに行ったら『日真名氏が来た』と彼らは逃げていってしまった。彼らは『日真名氏は強い』と思っていたらしく恐れられていたようだった」と久松自身がインタビューで語っている。しかし反面、久松＝日真名氏のイメージが強くなってしまい、以降はドラマのレギュラー、特に主役に恵まれず不遇な時を送っている。
1958年頃から声優としての活動も始め、『ララミー牧場』の主人公ジェス・ハーパー（ロバート・フラー）、『スタートレック/宇宙大作戦』のスポック副船長（レナード・ニモイ）、バート・ランカスターらの吹き替え等を担当した。中でも『ララミー牧場』のジェス・ハーパー役は渋い声と江戸言葉（いわゆる「べらんめえ口調」）で、最高視聴率43.7%（1961年2月23日）を記録する。なお『日真名氏飛び出す』で久松は本編内の生コマーシャル部分（インテグレートCM）でロバート・フラーとの共演を果たしている。アニメでも、その野太い声で逞しい男役を演じ、ファンを魅了していた。
1959年、太平洋テレビジョンに招かれ、取締役兼芸能部長となる。1962年の時点ではフリーランスで活動し、1963年の時点では渡辺アーチストとグループりんどうに所属。
こけしをはじめとする伝統玩具の蒐集家としても有名で、1974年に設立されたこけしの同好会「こけしの会」の同人を亡くなるまで務め、同人誌「木の花」や、こけし関連書籍の執筆などでも活躍した。1964年の時点では約5000体のこけしを収集しており、こけしの魅力について、1964年9月にこけし職人を訪ねるために夫人同伴で福島県を旅行した際には「伝統あるこけしには口に出せない美しさを感じ、民族的な面白さがある」と語っている。
1969年4月、日本で初の声優専門の芸能事務所青二プロダクションの設立に参加、以来死去する1982年まで13年間所属した。あわせて、後進の育成、芸能人の生活向上と権利保護の活動にも力を注ぎ、青二塾の立ち上げに尽力し初代塾長を務めたほか、日本放送芸能家協会の設立に尽力し、社団法人日本芸能実演家団体協議会専務理事、文化庁著作権審議会委員、協同組合日本俳優連合副理事長等を歴任した。
1980年12月に呼吸困難で入院、その後、喘息、肺気腫、胃潰瘍を発症し入退院を繰り返すようになる。1982年6月15日、芸団協の会議に出席中に呼吸不全と心臓発作を併発し、死去。享年63。生前出演が決まっていた『わが青春のアルカディア』は、急遽森山周一郎が代役として起用された。墓所は雑司ヶ谷霊園。

## 人物
声種はいぶし銀のローバリトン。
自身の持ち役であるバート・ランカスターは一作ごとに全く異なった演技をするので役者としてやりがいがあると生前語っていた。アテレコの仕事の話をきくと早めに試写をしてからアテレコ二日前から体調を整え長編スクリーンは台本を五冊ほど用意し肩をこらせないようにするという。ランカスターのくせは声を出す前に必ず白い歯を見せることらしい。
趣味・特技は民族学、近世古文書解読、木偶研究等。猛烈な読書欲、蔵書と収集品に埋もれていた。

## 出演作品（俳優）

### 映画
- 虎の尾を踏む男達（1945年製作・1952年公開、東宝） - 梶原の使者
- 四つの恋の物語　第四話　恋のサーカス（1947年、東宝） - 三吉

### テレビドラマ
- 日真名氏飛び出す（1955年 - 1962年、KRテレビ） - 日真名氏（※放送回数：全380回）
- 鉄腕アトム（1959年、毎日放送） - アナウンサー
- 仇討選手（1959年、フジテレビ）
- 一年半待て（1961年、TBS）
- 太閤記（1965年、NHK）
- 特別機動捜査隊 （NET）
  - 第198話「戦争の傷あと」（1965年）
  - 第320話「女の坂道」（1968年） - 太田黒
  - 第357話「情炎譜」（1968年） - 北川
  - 第537話「愛と憎しみのバラード」（1972年）
- 悪の紋章（1965年、NET）
- ザ・ガードマン 第28話「暗黒の掟」（1965年、TBS）
- 三匹の侍（CX）
  - 第4シリーズ 第1話「吠えろ剣」（1966年） - 有村与三衛門
  - 第4シリーズ 第26話「斬る」（1967年） - 田坂大膳
  - 第5シリーズ 第23話「紙人形」（1968年） - 水木采女
- 白い巨塔（1967年、NET・東映） - 小山教授
- レモンのような女 第1話「離婚 結婚」（1967年、TBS）
- 戦え! マイティジャック 第9話「地底の悪魔をたたき出せ!」（1968年、CX・円谷プロ）
- 東芝日曜劇場（TBS）
  - 第749回「女と味噌汁 その19」（1971年）
  - 第988回「式場の微笑」（1975年）
  - 第1113回「松本清張おんなシリーズ・馬を売る女」（1978年）
- 火曜日の女シリーズ  逃亡者－この街のどこかで－（1970年、大映テレビ室・日本テレビ） -バーの客
- 天下御免 （1971年、NHK）
- おらんだ左近事件帖 第6話「コロリの謎」（1971年、CX）
- 花神（1977年、NHK大河ドラマ） - 池田播磨守
- 森村誠一シリーズ・人間の証明 第6回（1978年、毎日放送）- 弁護士

## 出演作品（声優）

### 吹き替え
※太字は、メインキャラクター。

#### 担当俳優
クルト・ユルゲンス
- 眼下の敵（1971年、シュトルベルク艦長）※NET版
- 嘆きの天使（1971年、イマニュエル・ラット）※NET版
- 史上最大の作戦（1972年、ギュンター・ブルーメントリット）※NET版
- 眼下の敵（1974年、シュトルベルク艦長）※フジテレビ版
- 世界殺人公社（1975年、フォン・ピンク将軍）※TBS版
- 眼には眼を（1977年、ウォルター）※東京12ch版

ジェフ・モロー
- 宇宙水爆戦（1969年、メタルーナ人エクセター）※NET版
- 宇宙水爆戦（1975年、メタルーナ人エクセター）※フジテレビ版

ジェームズ・メイソン
- ブルー・マックス（1971年、クルーガーマン伯爵）※フジテレビ旧版
- 地底探検（1975年、リンデンブロック教授）※フジテレビ版
- ブルー・マックス（1975年、クルーガーマン伯爵）※フジテレビ新版
- ブルー・マックス（1982年、クルーガーマン伯爵）※LD版

ジョージ・サンダース
- アレゲニーの反乱　（1965年、スワンソン）
- サムソンとデリラ　(1971年、サラン) ※フジテレビ版

バート・ランカスター
- 成功の甘き香り（1967年、JJ・ハッセンカー）※NET版
- 旅路（1967年、ジョン）※NET版
- ヴェラクルス（1968年、ジョー・エリン）※NET版
- 終身犯（1968年、ロバート・フランクリン・ストラウド）※NET版
- 深く静かに潜航せよ（1968年、ジム・ブレッドソー大尉）※NET版
- 許されざる者（1968年、ベン・ザカリー）※NET版
- 空中ぶらんこ（1968年、マイク）※NET版
- 殺人者（1969年、スウィード）※NET版
- 秘密殺人計画書（1969年、本人）※NET版
- 雨を降らす男（1969年、ビル・スターバック）※NHK版
- 明日なき十代（1970年、ハンク・ベル）※NET版
- 大列車作戦（1970年、ポール・ラビッシュ）※NET旧版
- アパッチ（1970年、マサイ）※NET版
- 五月の七日間（1970年、ジェームズ・M・スコット将軍）※NET版
- タルファ駐屯兵（1971年、マイク・キンケイド軍曹）※TBS版
- エルマー・ガントリー/魅せられた男（1971年、エルマー・ガントリー）※NET版
- ニュールンベルグ裁判（1971年、エルンスト・ヤニング被告）※NET版
- 山猫（1971年、サリーナ公爵）※NET版
- ビッグトレイル（1972年、ゲアハート大佐）※NET版
- インディアン狩り（1973年、ジョー・バス）※NET版
- 雨を降らす男（1973年、ビル・スターバック）※フジテレビ版
- 大列車作戦（1973年、ポール・ラビッシュ）※NET新版
- 終身犯（1974年、ロバート・フランクリン・ストラウド）※TBS版
- プロフェッショナル（1974年、ビル・ドルワース）※日本テレビ版
- 大反撃（1975年、ファルコナー少佐）※日本テレビ版
- OK牧場の決斗（1975年、ワイアット・アープ）※東京12ch版
- 追跡者（1977年、ジャレッド・マドックス保安官）※TBS版
- 追撃のバラード（1977年、ロベルト・バルデツ）※TBS版
- スコルピオ（1978年、クロス）※TBS版
- カサンドラ・クロス （1982年、マッケンジー）※LD版

ヒュー・グリフィス
- 偽の売国奴 (1970年、コリンズ）※NHK版
- おしゃれ泥棒（1975年、シャルル・ボネ）※フジテレビ版

ブラッド・ハリス
- 怪情報メコンの蛇 (不明、トニー・ローランド）
- キス！キス！キルキル (不明、トニー・ローランド）
- 細菌弾をぶっ飛ばせ！ (不明、トニー・ローランド)
- トルコの肝っ玉野郎 (不明、トニー・ローランド）
- レーザーガン奪取計画(不明、トニー・ローランド）

ローレンス・オリヴィエ
- 王子と踊子（1973年、チャールズ大公）※フジテレビ版
- さすらいの旅路（1973年、クリークル校長）※TBS版

#### 映画
1967年
- マダムと泥棒（マーカス教授〈アレック・ギネス〉）※東京12ch版

1968年
- のっぽ物語（レオ・サリバン教授〈レイ・ウォルストン〉）※NHK版

1969年
- 大海賊（ドミニク〈シャルル・ボワイエ〉）※NHK版
- ピラミッド（ハマール〈アレクシス・ミノティス〉）※NHK版
- 武器よさらば（アレッサンドロ・リナルディ少佐〈ヴィットリオ・デ・シーカ〉）※NET版

1970年
- ダイアモンド・ヘッド（リチャード〈チャールトン・ヘストン〉）※TBS版
- 魅惑の巴里（ジェラルド卿〈レスリー・フィリップス〉）※NHK版

1971年
- エルダー兄弟 ※フジテレビ版
- テキサス（サム・ホリス〈ディーン・マーティン〉）※TBS版
- 宇宙戦争（マン将軍〈レス・トレメイン〉）※フジテレビ版
- 続・荒野の用心棒（ジャクソン少佐〈エドゥアルド・ファヤルド〉）※NET版
- 巨大なる戦場（デビッド・マーカス大佐〈カーク・ダグラス〉）※TBS版
- イタリア式離婚狂想曲（デ・マルツィ弁護士〈ピエトロ・トルディ〉）※東京12ch版

1972年
- 夜の大捜査線（エリック・エンディコット〈ラリー・ゲイツ〉）※NET版
- トラ・トラ・トラ!（ハズバンド・キンメル司令長官〈マーティン・バルサム〉）※フジテレビ版

1973年
- 墓石と決闘（ドク・ホリディ〈ジェイソン・ロバーズ〉）※NET版
- 炎の女（ホリー博士〈ピーター・カッシング〉）※フジテレビ版
- バルジ大作戦（プリチャード大佐〈ダナ・アンドリュース〉）※NET版

1974年
- 風の遺産（マシュー・ブレディ〈フレドリック・マーチ〉）※TBS版

1975年
- 猿の惑星（議長〈ジェームズ・ホイットモア〉）※フジテレビ版

1979年
- ケイン号の叛乱（ジョン・チャーリー〈E・G・マーシャル〉）※フジテレビ版

1980年
- ネットワーク（ハワード・ビル〈ピーター・フィンチ〉）※TBS版

1982年
- 1941（ジョセフ・W・スティルウェル中将〈ロバート・スタック〉）※TBS版

時期不明
- 怪傑ダルド
- さすらいの大空
- 怪奇！魅惑の魔女（オットー〈エドワード・アンダーダウン〉）
- 華麗なるダイヤモンド強奪（〈ガストーネ・モスキン〉）
- 恋はかくのごとく（ロジャー〈フランチョット・トーン〉）
- 荒野の棺桶（エドゥアルド・ファヤルド）
- コマンド（エリオット軍曹〈ジェームズ・ホイットモア〉）
- スエズの陰謀（テオプロス〈エドワルド・ファジャルド〉）
- 落日の決闘（〈ブライアン・ドンレヴィ〉）
- 若い恋人たち（アントン・ゾーベック〈デビッド・コンク〉）
- グリーン・ホーネット

#### ドラマ
1960年
- ララミー牧場（1960年-1963年、ジェス・ハーパー〈ロバート・フラー〉）※NET版

1961年
- ひとすじの道  ※NHK版
  - 第13話『森を守る人 』（ジョンソン〈ゴードン・ミルズ〉）

1962年
- ルート66  ※NHK版
  - 第28話『あて馬ジョニー』（ジョニー・コパ〈ダーレン・マクギャヴィン〉）

1964年
- ついてる男　※日本テレビ版  (ミスター・ラッキー〈ジョン・ヴィヴィアン〉）

1966年
- 密林王国ダクタリ/猛獣先生　※NET版  (トレーシー〈マーシャル・トンプソン〉）
- 0011ナポレオン・ソロ  ※日本テレビ版
  - 第4話『箱舟号の反乱』（シャーク船長〈ロバート・カルプ〉）

1967年
- 逃亡者 ※TBS版
  - 第98話『狩りの季節』(ピート・クランダル〈ジェームス・グレゴリー〉）

- タイムトンネル　※NHK版
  - 第21話『黄金のマスク』(カスティラノ〈ロドルフォ・ホヨス・Ｊｒ〉）

1968年
- 特攻ギャリソン・ゴリラ　※NET版 
  - 第16話『情無用の消耗作戦』(リチャーズ少佐〈ケヴィン・マッカーシー〉）

- 電撃スパイ作戦（トレメイン部長〈アンソニー・ニコルズ〉）※フジテレビ版
- ミセスと幽霊（ダニエル・クレッグ船長〈エドワード・マルヘア〉）※日本テレビ版

1969年
- スパイのライセンス（1969年-1971年 、ウィリアム・ドーバー部長〈ジョン・ラッセル〉）※TBS版
- プリズナーNo.6  ※NHK版
  - 第3話『われらに自由を』（No.2〈エリック・ポートマン〉）

- 宇宙大作戦（1969年-1974年、ミスター・スポック〈レナード・ニモイ〉）※日本テレビ版、※フジテレビ版
- 秘密指令S（1969年-1970年、ジェイソン・キング〈ピーター・ウィンガード〉）※日本テレビ版

1970年
- ロンドン指令X（1970年-1971年、スタンレー・アンウィン神父〈スタンリー・アンウィン〉）※NHK版

1971年
- 弁護士ジャッド〉※NHK版
  - 第50話『災厄』（ドン・タウンゼント〈ギャヴィン・マクレオド〉）

1972年
- ドクター・ウェルビー〉※NHK版
  - 第5話『海への郷愁』（リック・バリンジャー船長〈ヘンリー・ウィルコクソン〉）

- 刑事コロンボ  ※NHK版
  - 第5話『ホリスター将軍のコレクション』（マーチン・J・ホリスター〈エディ・アルバート〉）

- プロテクター電光石火 ※日本テレビ版
  - 第11話『細菌工作をたたけ』

1973年
- 西部二人組  ※NHK版
  - 第34話『２０万ドルの火遊び』（'スターリング〈ジム・バッカス〉）

1977年
- 探偵スヌープ姉妹 ※NHK版
  - 第3話『悪魔の祭りはどこ？』(モアロック　〈シリル・リチャード〉）

1978年
- 大草原の小さな家  ※NHK版
  - 第41話『暗い教室』（アブルウッド先生〈リチャード・ベイスハート〉）

時期不明
- スパイ大作戦（リオ・ドミンゲス将軍）
- 弁護士ペリー・メイスン 「呪われた幽鬼」、「愛の虚像」
- 探偵キャノン
  - 「殺意の周辺」 (ヘミング〈パトリック・オニール〉）

### テレビアニメ
1970年
- キリンものしり大学 マンガ人物史（マジメ博士）

1971年
- 世界ものしり旅行（ものしり博士）

1977年
- アローエンブレム グランプリの鷹（香取豪一郎）

1978年
- 女王陛下のプティアンジェ（ウィリアム）

1979年
- ルパン三世 (TV第2シリーズ)（スペードのジョー）
- アニメーション紀行 マルコ・ポーロの冒険（ニコロ・ポーロ）
- 円卓の騎士物語 燃えろアーサー（賢者マーリン）
- ジャン・バルジャン物語（ミリエル司教）
- 銀河鉄道999（キラの父）

1980年
- 闇の帝王 吸血鬼ドラキュラ（クインシー）

### 劇場アニメ
1975年
- 宇宙円盤大戦争（宇門源蔵）

1979年
- 銀河鉄道999（アンタレス）

1980年
- 地球へ…（コンピューター・テラ）
- 火の鳥2772 愛のコスモゾーン（イート卿）

### ラジオ
- 日本沈没（1980年、NHK-FM） - オーストラリア首相

### その他コンテンツ
- 明日への希望(1975年 - 1980年、東京12チャンネル) レックス・ハンバード

## 文献
- 『役者人生奮戦記』（久松保夫著作集編集委員会編・1995年11月）ISBN 4-931276-31-8 C0070
- 『テレビ番組事始』（志賀信夫・2008年2月）ISBN 978-4-14-081277-8 C0065

## 後任・代役
久松の死後、持ち役を引き継いだり、代役を務めた人物は以下の通り。
| 後任・代役 | 役名               | 概要作品                   | 後任・代役の初担当作品                                |
| ---------- | ------------------ | -------------------------- | ----------------------------------------------------- |
| 瑳川哲朗   | スポック           | 「スタートレック」シリーズ | 劇場版『スタートレック』（テレビ朝日版）              |
| 矢田耕司   | スポック           | 「スタートレック」シリーズ | 『新スタートレック 潜入!ロミュラン帝国』              |
| 菅生隆之   | スポック           | 「スタートレック」シリーズ | 『宇宙大作戦』ベスト版VHS追加収録部分                 |
| 菅生隆之   | ワイアット・アープ | 『OK牧場の決斗』東京12ch版 | Blu-ray版追加収録部分                                 |
| 森山周一郎 | 老トカーガ兵       | 『わが青春のアルカディア』 | ※収録前の死去に伴う交代。                             |
| 川久保潔   | キラの父           | 『銀河鉄道999』            | WEBアニメ版・第6話                                    |
| 郷里大輔   | アンタレス         | 劇場版『銀河鉄道999』      | ゲーム『松本零士999 〜Story of Galaxy Express 999〜』 |